# The Remo Four

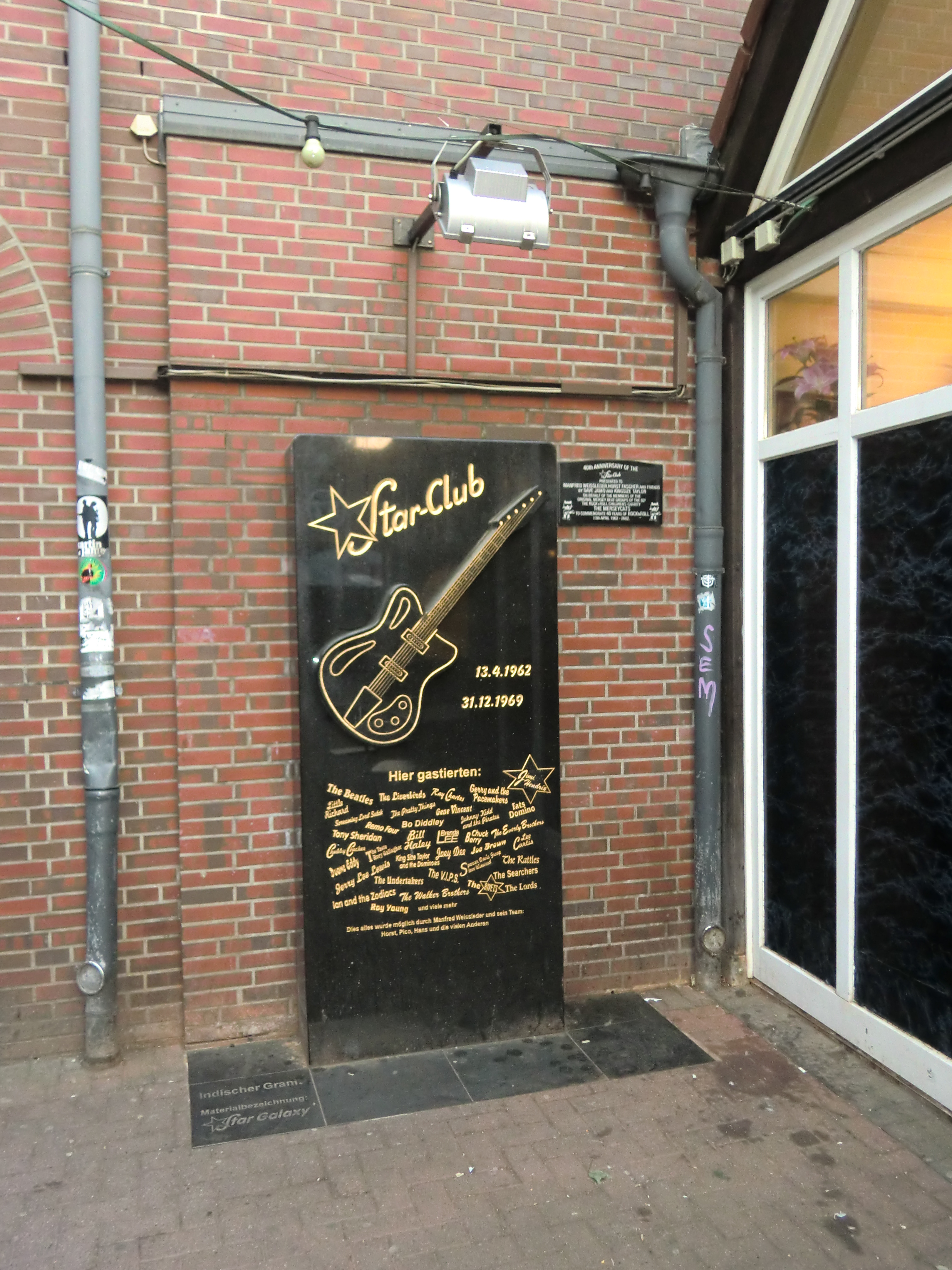
Gedenktafel des Star-Clubs, Hamburg

The Remo Four war eine bekannte englische Beatband der 1960er Jahre.

## Geschichte
Begonnen hat die Gruppe 1958 in Liverpool als Begleitband von Billy J. Kramer und Chris Farlowe. Dann fiel die Band Brian Epstein, dem Manager der Beatles auf. Dieser nahm Remo Four ab 1965 unter Vertrag.
Der Musikstil war eine persönliche Abart des Merseybeats mit vielen Blues- und Jazzeinflüssen und war seiner Zeit weit voraus. 
Die Auftritte von Remo Four gehörten bald zu den Highlights der Musikclubs von Liverpool und Hamburg sowie des Jaguar-Clubs in Herford. Sie traten regelmäßig in der TV-Musikshow Beat-Club auf. Ihr Markenzeichen war dabei ihre eigenwillige Version von Henry Mancinis Peter Gunn (Titelsong einer gleichnamigen Krimiserie). Ansonsten spielte die Gruppe vorwiegend fremdes Material u. a. von Chuck Berry (No Money Down), Stevie Wonder (Nothin’s Too Good For My Baby) oder Oscar Brown Jr. (Brother Where You). 
1967 entstand in Joe Menkes Tonstudio Maschen Smile!, die einzige Langspielplatte der Remo Four.
Nach dem Tod von Brian Epstein löste sich die Gruppe Ende 1967 auf. Kurz darauf gründeten Tony Ashton und Roy Dyke die Gruppe Ashton, Gardner & Dyke.

## Mitglieder
- Colin Manley (1942–1999; Gesang und Gitarre)
- Tony Ashton (Keyboard, Gesang)
- Keith Stokes (Gitarre)
- Don Andrew (Bass)
- Harry Prytcherch (Schlagzeug)

Keith Stokes und Harry Prytcherch wurden 1962 durch den Schlagzeuger Roy Dyke und den Gitarristen Phil Rogers ersetzt. Don Andrew verließ 1963 die Band, für ihn kam der Keyboarder Tony Ashton.

## Diskografie

### Singles
- Lies / On the Horizon (Johnny Sandon & The Remo Four, 1963 Pye 7N 15542 (UK))
- Tip of My Tongue / Heaven Only Knows (Tommy Quickly & The Remo Four, 1963 Piccadilly 7N 35137 (UK), Liberty 55732 (US))
- Yes / Magic Potion (Johnny Sandon & The Remo Four, 1963 Pye 7N 15559 (UK))
- Kiss Me Now / No Other Love (Tommy Quickly & The Remo Four, 1963 Piccadilly 7N 35151 (UK))
- Everybody Knows / Closer to Me (Gregory Philips & The Remo Four, 1964 Pye 7N 15593 (UK))
- Prove It / Haven't You Noticed (Tommy Quickly & The Remo Four, 1964 Piccadilly 7N 35167 (UK))
- I Wish I Could Shimmy Like My Sister Kate / Peter Gunn (The Remo Four, 1964 Piccadilly 7N 35175 (UK))
- You Might as Well Forget Him / It's as Simple as That (Tommy Quickly & The Remo Four, 1964 Piccadilly 7N 35183 (UK))
- Sally Go Round the Roses / I Knew a Girl (The Remo Four, 1964 Piccadilly 7N 35186 (UK))
- The Wild Side of Life / Forget the Other Guy (Tommy Quickly & The Remo Four, 1964 Vogue DV 14257 (D), Pye 7N 15708 (UK), Liberty 55753 (US))
- Humpty Dumpty / I'll Go Crazy (Tommy Quickly & The Remo Four, 1964 Pye 7N 15748 (UK))
- Peter Gunn / Mickey's Monkey (The Remo Four, 1966 Star-Club 148552 (D))
- Live Like a Lady / Sing Hallelujah (The Remo Four, 1967 Star-Club 148577 (D), Fontana TF 787 (UK))

### Alben
- Smile (1967, Star-Club 158034 (D))
- The Remo Four: Attention (Compilation) (1973, Fontana 6434158 (D))
- Smile! Peter Gun...and More (2010, Bear Family Records)